# Hermann Recknagel (général)
Pour les articles homonymes, voir Hermann Recknagel.
Hermann Recknagel (18 juillet 1892 à Hofgeismar - 23 janvier 1945 près de Piotrków Trybunalski) est un General der Infanterie allemand qui a servi au sein de la Heer dans la Wehrmacht pendant la Seconde Guerre mondiale.
Il a été récipiendaire de la croix de chevalier de la croix de fer avec feuilles de chêne et glaives. Cette décoration est son grade supérieur : les feuilles de chêne et glaives sont attribués pour récompenser un acte d'une extrême bravoure sur le champ de bataille ou un commandement militaire avec succès.

## Biographie
Après sa scolarité, il s'engage comme élève-officier le 25 septembre 1913 dans le 83e régiment d'infanterie. 
Recknagel est tué le 23 janvier 1945 par des partisans entre Piotrków Trybunalski et Tomaszów Mazowiecki.

## Décorations
- Croix de fer (1914)
  - 2e classe (1er octobre 1914)
  - 1re classe (30 septembre 1916)
- Insigne des blessés (1914)
  - en noir
  - en argent
- Croix d'honneur pour Combattants 1914-1918
- Insigne de combat d'infanterie
- Agrafe de la croix de fer (1939)
  - 2e classe (22 septembre 1939)
  - 1re classe (2 octobre 1939)
- Croix allemande en or le 11 février 1943
- Croix de chevalier de la croix de fer avec feuilles de chêne et glaives
  - Croix de chevalier le 5 août 1940 en tant que Oberst et commandant du Infanterie-Regiment 54[1]
  - 319e feuilles de chêne le 6 novembre 1943 en tant que Generalleutnant et commandant de la 111. Infanterie-Division[1]
  - 104e glaives le 23 octobre 1944 en tant que General der Infanterie et commandant du XXXXII. Armeekorps[1]
- Mentionné 3 fois dans le bulletin quotidien radiophonique de l'armée: Wehrmachtbericht (8 juin 1940, 19 août et 9 septembre 1944)